# Gustave Solomon
Pour les articles homonymes, voir Solomon.
Gustave Solomon (27 octobre 1930, 31 janvier 1996) est un mathématicien et un ingénieur américain.
Il est le co-inventeur (avec Irving S. Reed) des codes correcteurs d'erreur de Reed-Solomon. Ce code très utilisé permet de corriger des erreurs dues à la transition imparfaite d'un message. Il a eu comme professeur Kenkichi Iwasawa en thèse au Massachusetts Institute of Technology.